# Balantiopteryx infusca
Balantiopteryx infusca är en däggdjursart som först beskrevs av Thomas 1897.  Balantiopteryx infusca ingår i släktet Balantiopteryx, och familjen frisvansade fladdermöss. IUCN kategoriserar arten globalt som starkt hotad. Inga underarter finns listade i Catalogue of Life.
Denna fladdermus förekommer i Sydamerika i Ecuador och Colombia. Arten vistas i låga eller medelhöga bergstrakter vanligen mellan 500 och 1200 meter över havet. Habitatet utgörs av regnskog.
Individerna bildar kolonier av varierande storlek som vilar i grottor, bergssprickor eller trädens håligheter. De äter huvudsakligen insekter.
Arten blir cirka 42 mm lång (huvud och bål), har en 27 mm lång svans och har ungefär 41 mm långa underarmar. Pälsen har på ovansidan en mörkbrun till mörkgrå färg och vita märken saknas. Undersidan är ljusare. Denna fladdermus har liksom andra släktmedlemmar säckformiga körtlar på flygmembranen. Artens tandformel är I 1/3 C 1/1 P 2/2 M 3/3. I motsats till Balantiopteryx plicata har arten ingen vit linje på vingen och svansflyghuden är bara mycket glest täckt med hår.